# جون روس (منافس ألعاب قوى)
جون روس هو منافس ألعاب قوى كندي، ولد في 13 نوفمبر 1931.

## وصلات خارجية
- جون روس على موقع أوليمبيديا (الإنجليزية)